# Krigsåret 1925

## Pågående krig
- Andra italiensk-sanusiska kriget 1923-1931
- Kriget om den bortsprungna hunden (1925)
  - Bulgarien på ena sidan
  - Grekland på andra sidan

## Händelser

### Januari
- 3 - Benito Mussolini meddelar att han tar diktatorisk makt över Italien.
- 29 - Josef Stalin avskedar Trotskij som krigskommissarie i Sovjetunionen.

### Februari
- 28 - Den svenska regeringen framlägger sin stora försvarsproposition, vilket betyder en kraftig nedskärning av det svenska försvaret. Därmed påbörjas i Sverige en omfattande militär nedrustning.

### Juni
- 20 - Vapenhandelskonferensen i Genève avslutas efter att ha utarbetat en konvention om vapenhandelskontroll.

### Juli
- 23 - En motortorpedbåt, av en i Sverige ny typ, inköpt från engelska flottan, provkörs i Stockholms skärgård. Den kan göra 41 knop.

### Oktober
- 26 - Nationernas förbunds råd samlas i Paris och beslutar att beordra Bulgariens och Greklands regeringar att inom 60 timmar dra tillbaka sina trupper.
- 31 - Inbördeskrig utbryter i Kina.

### November
- 12 - General Feng Yuxiang gör statskupp i Republiken Kina och avsätter regeringen.

## Födda
- 23 december - Anders Dahlgren, svensk politiker (c), jordbruksminister 1976-1978 och 1979-1982 samt tillförordnad försvarsminister 1981.